# Cerium
Cerium är ett grundämne med tecknet Ce och atomnummer 58, som är en järnliknande lättantändlig metall. Grundämnet tillhör lantanoiderna och de sällsynta jordartsmetallerna.

## Historia
De båda svenskarna Jacob Berzelius och Wilhelm Hisinger fann 1803 ett nytt ämne, ceria (oren ceriumoxid) vilket de uppkallade efter asteroiden Ceres, upptäckt 1801. Efter egenfinansierad publicering av upptäckten hävdades att Martin Heinrich Klaproth hade hunnit före, men svenskarnas avhandling beskrev ceriumjorden mycket mer ingående än Klaproths publicering i Neues allgemeines Journal der Chemie (1804). Metalliskt cerium framställdes första gången 1875 av W. F. Hillebrand och T. H. Norton.

## Egenskaper
Cerium är en grå, metallglänsande mjuk metall som blir matt i luften. Den saknar biologisk roll, men varken metallen eller dess föreningar är giftiga.

## Framställning och förekomst
Cerium framställs dels av cerit, dels och i större mängd av fosfatmineralet monazit. Detta finns i stora mängder, till exempel i form av monazitsand i Brasilien och North Carolina. Halten i jordskorpan beräknas till 40–60 ppm (g/ton). Metallen kan framställas genom reduktion av ceriumfluorid med kalcium, eller smältelektrolys av ceriumklorid.

## Användning
Cerium används i små mängder i vissa legeringar. Ceriumföreningar används i bildrör till färg-TV-apparater. Cerium(III)oxid används som tillsats till diesel då den katalyserar oxidation av kolmonoxid. Den används även som katalysator i självrengörande köksugnar och som krackningskatalysator inom den petrokemiska industrin.
Lättantändligheten gör cerium användbart vid framställning av pyrofora legeringar t.ex. för tänddon. Cerium i form av ceriumnitrat kan användas för tillverkning av nät i gasglödljus (glödstrumpor) samt i form av oxalat eller sulfat för framställning av gula färger vid porslinstillverkning.